# Peter Mitchell (homme politique)
Pour les articles homonymes, voir Peter Mitchell (homonymie) et Mitchell.
Peter Mitchell (1824-1899) est un homme politique canadien qui fut premier ministre du Nouveau-Brunswick et un des Pères de la Confédération.

## Biographie
Peter Mitchell naît le 4 janvier 1824 à Newcastle, au Nouveau-Brunswick.
Il entame une carrière dans le Droit en travaillant pour un avocat, puis est lui-même admis au barreau en 1849. Il se lance également dans la construction navale de 1853 à 1868, l'exploitation forestière, et fonde dans les années 1870 la Mitchell Steamship Company, une compagnie maritime.
Parallèlement à ses activités professionnelles, Peter Mitchell entre en politique en 1852 comme candidat libéral à une élection partielle dans le Northumberland, mais il est battu.
Il se représente en 1856 comme candidat anti-prohibition dans une campagne électorale si passionnée qu'il doit se munir d'un pistolet et distribue du rhum à ses partisans. Il est finalement élu et gardera son siège de député jusqu'en 1860.
Partisan de la Confédération, il est nommé au Conseil exécutif en 1859, puis au Conseil législatif du Nouveau-Brunswick en 1861, mais retourne la même année au Conseil exécutif où il reste jusqu'à sa démission en 1865 après la défaite électorale de Samuel Leonard Tilley.
Albert James Smith, le successeur de Tilley, ayant démissionné l'année suivante, de nouvelles élections générales sont organisées en 1866 et Peter Mitchell devient ainsi le dernier premier ministre du Nouveau-Brunswick avant son entrée dans la confédération.
Mitchell est toutefois attiré par la politique fédérale et il est nommé au Sénat du Canada en mai 1867, puis ministre de la Marine et des Pêcheries le 1er juillet 1867, sous le gouvernement de John A. Macdonald.
Il démissionne de son siège de sénateur le 13 juillet 1872 et se présente avec succès à la Chambre des Communes en tant que député de Northumberland le 12 octobre de la même année. Il est réélu en 1874 et en 1878, perd son siège la même année, mais le retrouve aux élections de 1882 et de 1887. C'est durant cette période qu'il achète le journal Montreal Herald and Daily Commercial Gazette qu'il gardera jusqu'en 1890 et dans lequel il attaque les Conservateurs, mais aussi les Libéraux.
En 1897, il devient inspecteur général des pêches du Québec et des provinces maritimes, ce qui sera sa dernière occupation professionnelle.
Il meurt le 25 octobre 1899 à Montréal.